# Narkomani
Narkomani (av grekiskans νάϱκωσις, förlamning, domning och μανία, raseri, vansinne) innebär ett artificiellt behov av narkotiska preparat – sederande ämnen – såsom alkohol, bensodiazepiner och opiater, eller ett missbruk av sådana ämnen (substansmissbruk). En person som utvecklat narkomani kallas narkoman, eller vardagligt knarkare. En tidigare benämning på narkomani var eufomani. Narkomani förekommer dels på illegala preparat, dels genom illegal handel med narkotikaklassade läkemedel.

## Medicinska effekter
Typiskt för narkomani är att den ofta börjar som en vana vid ett visst medel på grund av den känsla av välbefinnande som den framkallar. Det föreligger då ännu full kontroll över intaget. Beroendet är i detta skede huvudsakligen psykiskt och inga abstinensfenomen (”avbrottssjuka”) uppträder om tillförsel av preparatet avbryts.
Övergången till egentlig narkomani sker när ett obetvingligt krav, begär eller behov av medlet uppstår och doserna måste ökas för att ge samma effekt som tidigare (toleransökning). Det psykiska beroendet kompletteras med ett fysiskt, eftersom abstinensbesvär uppträder om man inte fortsätter att tillföra medlet.
För uppkomsten av narkomani är en mängd faktorer av betydelse. Miljöns inflytande visar sig bl. a. genom att narkomani brukar öka i tider av social oro samt under och efter krig. Vidare spelar grupptillhörighet en stor roll genom att dels uppmuntra bruket (t. ex. stridande förband, interner, ungdomsgäng eller patientgrupper), dels öka tillgängligheten av narkotiska preparat (t. ex. medicinalpersonal).
Sociala utslagningsmekanismer som arbetslöshet, sjunkande status samt låg utbildningsnivå och kulturell isolering ökar också risken för narkomani.
De personliga faktorernas betydelse framgår av att en del av narkomanerna varit psykiskt avvikande redan innan de börjat sitt missbruk. Varje människa kan dock sannolikt, oavsett den psykosociala situationen, utveckla narkomani. Även psykiskt normala och socialt välanpassade personer som t. ex. erbjuds täta morfininjektioner i smärtstillande syfte kan utveckla en morfinism, som kvarstår efter att själva smärtan och dess orsaker botats. I Sverige förekom på 1950-talet ett tämligen beskedligt experimenterade med centralstimulerande tabletter som i en del fall övergick i allvarliga former av narkomaniepidemi när man omkring 1960 började injicera preparaten.
Det fysiska beroendet och abstinensen kan ofta behandlas med framgång. Det psykiska beroendet är betydligt svårare att bryta. I första hand krävs för detta att narkomanen har en stark vilja att sluta och ofta också ett kraftigt yttre tryck. Vanligen måste sådan behandling kompletteras med långvarig psykoterapi och social rehabilitering. Utsikterna att lyckas med detta i öppen vård har visat sig vara mycket små, varför behandling bäst sker i sluten vård eller i s. k. terapeutiska samhällen för att kunna garantera drogfrihet.

## Samhällets ansvar
Narkomanvård bedrivs i Sverige huvudsakligen vid psykiatriska kliniker och sjukhus samt vid specialkliniker. Inom vissa av Sveriges landsting drivs också särskilda behandlings- och inackorderingshem för narkomaner. Ansvaret för den sociala omvårdnaden och den uppsökande verksamheten bland narkotikamissbrukare åvilar kommunernas sociala myndigheter och en del större kommuner har särskilda organ för denna verksamhet. Dessutom arbetar ett flertal privata organisationer, t. ex. Riksförbundet för hjälp åt läkemedelsmissbrukare (RFHL) och olika föräldraföreningar mot narkotika.